# 薛芳
薛芳（？—1616年），字德茂，號心亭，陝西西安府韓城人，明朝政治人物。

## 生平
萬曆十九年（1591年）陝西辛卯科鄉試舉人。萬曆二十年（1592年），登壬辰科第三甲第二百三十三名進士。吏部觀政，授临淮县知县，二十七年升户部主事，管南新、济阳二仓。三十年擢吏部考功司主事，三十二年转稽勋司员外郎，調考功司、文選司员外郎。丁内艱歸，三十六年補稽勋司郎中，本年調考功司，三十七年調文选司，本年养病。四十二年甲寅（1612年）起補太常寺少卿，四十四年病卒。

## 家族
曾祖薛興；祖父薛子玉；父薛三畏，巡检。